# Bajka terapeutyczna
Bajka terapeutyczna – opowiadanie nacechowane treściami edukacyjno-terapeutycznymi, adresowane do dzieci w wieku od 4-9 lat. Celem oddziaływań na dzieci takim rodzajem narracji jest budowanie ich zasobów osobistych  w postaci wiedzy (w tym samowiedzy), umiejętności i cech psychicznych (np. odporności emocjonalnej, optymizmu), które  ułatwiają radzenie sobie w sytuacjach trudnych emocjonalnie. W tekście  opisane są strategie zadaniowe, pomocne w rozwiązywaniu sytuacji stresowych, które potencjalnie mogą się wydarzyć, aktualnie dziecko ich doświadcza lub uprzednio doświadczyło.  Poprzez narrację  można wyzwalać emocje, redukować je oraz spowodować inne, nowe rozumienie trudnych emocjonalnie sytuacji i zachowań ludzi, ich motywów, potrzeb, doświadczanych emocji, konfliktów. W tych opowiadaniach świat jest widziany z dziecięcej perspektywy. Ich głównym zadaniem jest zapoznanie dziecka  ze sposobami radzenia sobie w sytuacjach wyzwalających stres. Cechą bajek terapeutycznych jest to, że bohater znajduje się w trudnej emocjonalnie sytuacji, a wprowadzone do bajki postacie pomagają bohaterowi znaleźć sposoby poradzenia sobie. Dziecko ma możliwość przebycia z bohaterem całej drogi wyjścia z lęku. Zazwyczaj bohaterami bajek terapeutycznych są małe zwierzątka, dzieci lub zabawki, z którymi czytelnik (słuchacz), może się identyfikować.

## Rodzaje bajek terapeutycznych[2]

### Bajka relaksacyjna
Jej celem głównym jest wyciszenie, odprężenie, uspokojenie dziecka; posługuje się wyobrażeniem, które opiera się na trzech strukturach:
- słuchowej - np.: śpiew ptaków, szum wody itp.
- wzrokowej - pole maków, szczyty gór, morskie fale itp.
- czuciowej - krople deszczu na twarzy, podmuchy wiatru, picie wody ze pobliskiego źródła itp.

W bajkach relaksacyjnych miejsce akcji zawsze jest bezpieczne, przyjazne i spokojne. Bohater opowiadania obserwuje i doświadcza wszystkimi zmysłami miejsca, w którym się znajduje. W bajce relaksacyjnej występują specyficzne wydarzenia, którym przypisuje się silne działanie oczyszczające, uwalniające od napięć i negatywnych emocji. Sugestywna relaksacja przechodzi na coraz głębsze poziomy, odprężając kolejno mięśnie, rozszerzając naczynia krwionośne. Osoba, która opowiada, bądź czyta bajkę terapeutyczną, sama powinna być odprężona i zrelaksowana. Tekst należy podawać spokojnym, ciepłym i przyciszonym głosem.

### Bajka psychoedukacyjna
Bajka psychoedukacyjna ma na celu poszerzenie wiedzy dziecka, dotyczącej rozwiązywania różnych trudnych emocjonalnie sytuacji, poprzez poznanie problemu z jakim zmaga się bohater bajki.  Również służy redukcji negatywnych stanów emocjonalnych poprzez zilustrowanie sposobów poradzenia sobie z problemem oraz zmianie jego interpretacji. 
W bajkach psychoedukacyjnych emocje, jakich doświadcza protagonista, powinny być opisane i nazywane, podobnie jak nazwanie sytuacji trudnej. Bohaterami bajek psychoedukacyjnych mogą być ludzie, zwierzęta, bądź inne obiekty o cechach ludzkich. Oto przykładowe bajki psychoedukacyjne: "Duch  krecik", "Rycerz i jego giermek", "Bajka o dwóch ołówkach".

### Bajka psychoterapeutyczna
Bajka taka jest dłuższa w stosunku do pozostałych, ma rozbudowaną fabułę. Jej zadaniem jest obniżenie lęku, dowartościowanie, budowanie pozytywnych emocji, przekazywanie odpowiedniej wiedzy o sytuacji lękowej i wskazanie sposobów radzenia sobie z nią. Po wysłuchaniu bajki, dziecko albo ją przyjmie, albo odrzuci. Jeżeli treść bajki budzi żywe zainteresowanie dziecka, to znak, że silnie utożsamia się z bohaterem. Mechanizmy, dzięki którym bajki psychoterapeutyczne mają oddziaływać, to naśladownictwo i identyfikacja, asymilacja wiedzy, przedstawienie wzorów, które nie są dziecku znane. Redukcja lęku następuje poprzez kontakt z bodźcem o średniej sile, wywołującym lęk. Stopniowe oswajanie lęku w końcu pomaga go przezwyciężyć. Bajki psychoterapeutyczne wytyczają nowy kierunek w terapii, określanej bajkoterapią.
Bajka psychoterapeutyczna jest znacząco dłuższa od wcześniej wyodrębnionych (relaksacyjnych i psychoedukacyjnych) ponieważ jej celem jest dotarcie do wcześniejszych negatywnych doświadczeń dziecka; przeżytych sytuacji subtraumatycznych, kryzysowych, lub nawet traumatycznych. Dlatego fabuła odnosi się do takich cech obrazu siebie jak np. niskie poczucie własnej wartości lub brak wiary w siebie (brak poczucia pewności siebie) oraz do wydarzeń, które generują silne  emocje, szczególnie te  społeczne np. wstydu, nienawiści, poczucia winy, zazdrości, zawiści. Bajki te mają za zadanie pomoc w „odkryciu” własnego problemu; uświadomienie własnego odczuwania, zachowania i sposobu myślenia. Wówczas dzięki temu może wystąpić przewartościowanie, zmiana znaczenia problemu, np. zmoczenie w przedszkolu zdarza się też i innym dzieciom, nie ma w tym nic nadzwyczajnego, czy wstydliwego.
Jedną z autorek bajek terapeutycznych w Polsce jest psycholog Maria Molicka.